# Пам'ятник Тарасові Шевченку (Винники)
Па́м'ятник Тара́сові Шевче́нкові у Винниках (біля Львова) — пам'ятник українському поетові, письменникові (драматург, прозаїк), художнику (живописець, гравер), громадському та політичному діячеві, фольклористові, етнографу Тарасові Шевченку у Винниках, на вул. Шевченка у центрі міста.
Пам'ятник виготовлено з каменю-пісковику, який видобувають у кар'єрі на північно-східній околиці с. Застіноче Тернопільської області. Це перший на західноукраїнських землях скульптурний пам'ятник великому Кобзареві.

## Історія пам'ятника
У 1910 році — створено комітет з побудови пам'ятника Т. Шевченкові (збір коштів серед місцевого населення). Голова оргкомітету — Левицький Володимир Лукич; члени: о. Гірняк Григорій, громадський діяч і суддя у Винниках Рак Антін, Г. Грицай, Ю. Левицький, М. Ліщинський..
Архітектор — Лушпинський Олександр Онуфрійович

Скульптор — Андрій Яворський

Реставратор — Андрій Коверко.
Пам'ятник відкрито 28 вересня 1913 року.
29 березня 1925 року  відбулося повторне відкриття відновленого пам'ятника, що був пошкоджений у 1919 році поляками.
У 1963 і 1989 роках — пам'ятник реставрували.
Рішенням Львівської обласної ради за № 183 від 5 травня 1972 року пам'ятнику присвоєно статус пам'ятки монументального мистецтва.
У 2010–2011 роках — проводилася чергова реставрація пам'ятника. 10 липня 2011 року відбулося відкриття відреставрованого пам'ятника Т. Шевченкові.
2013 року (вересень) — облаштування території біля пам'ятника Т. Шевченку.
28—29 вересня 2013 року — святкові заходи до сторічного ювілею пам'ятника Т. Шевченкові.

## Відео
- Історія пам'ятника Шевченку у Винниках.